# Чернігівська земля

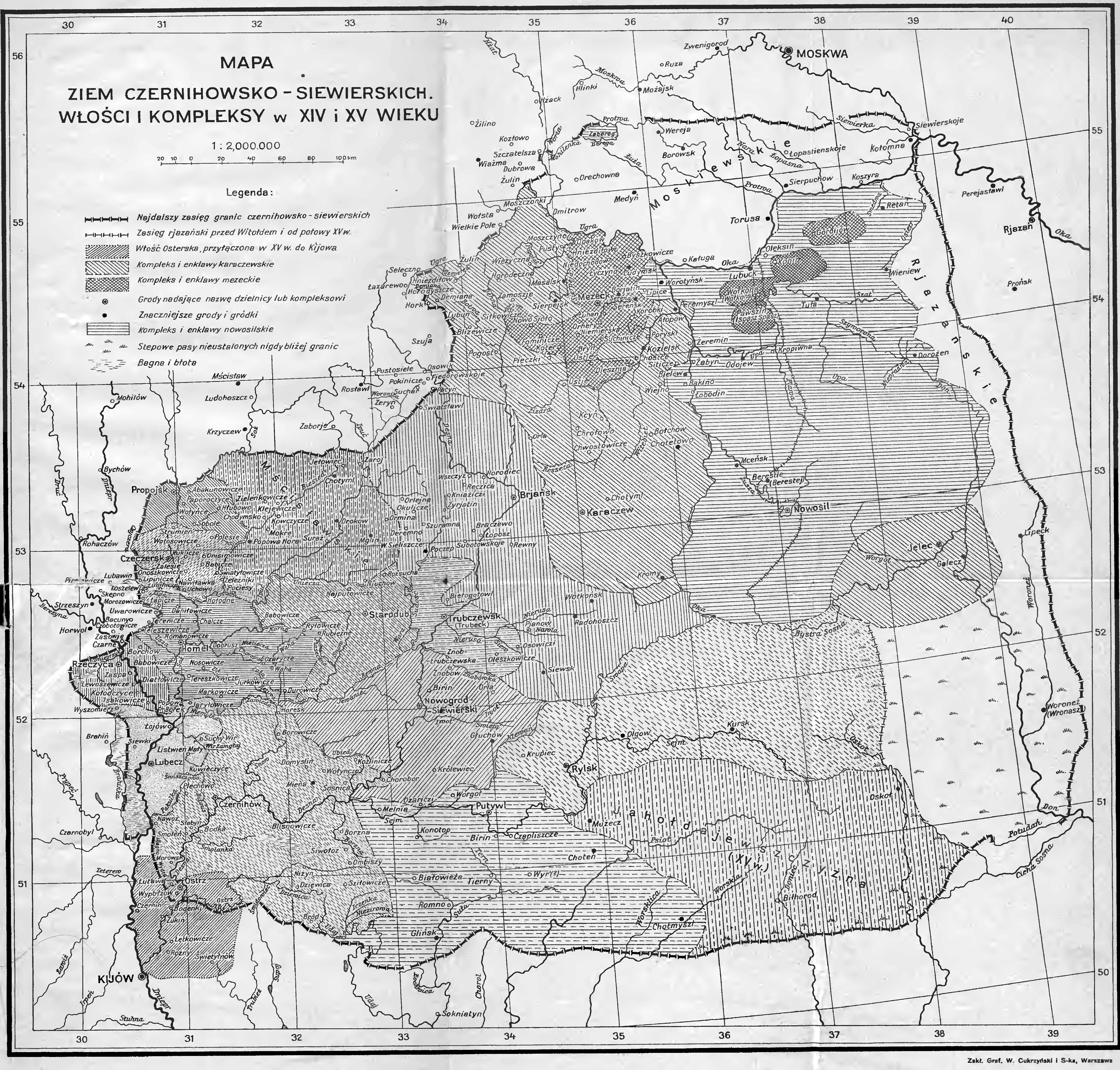
Чернігово-Сіверська земля в 14—15 століттях.

Чернігівська земля — територія у Давній Русі по річці Десні, її притоках та у верхів'ях Оки, також відома під назвою Чернігово-Сіверська земля.
Основу населення становили сіверяни, жили також радимичі (по р.Сож) і в'ятичі (по р.Оці). Найбільші центри — Чернігів, Новгород-Сіверський, Брянськ, Муром.
У XII ст. на території Чернігівської землі були Чернігівське, Новгород-Сіверське і Муромське князівства, які на початку XII ст. розпалися на низку уділів. Путивльське, Трубчевське, Глухівське і Муромо-Рязанське князівства починаючи із середини XII ст. відокремилися від Чернігова.
У середині XIII ст. під час монголо-татарської навали Чернігівська земля зазнала розорення[джерело?].
У XIV столітті, після ослаблення Золотої Орди, потрапляє до складу Великого князівства Литовського, у 1503 році — до складу Московської держави, а на початку XVII століття — до складу Речі Посполитої.
За умовами «Вічного миру» між Річчю Посполитою та Московією 1686-го року, Чернігівська земля була приєднана до Московської держави.